# Knut Emil Engwall

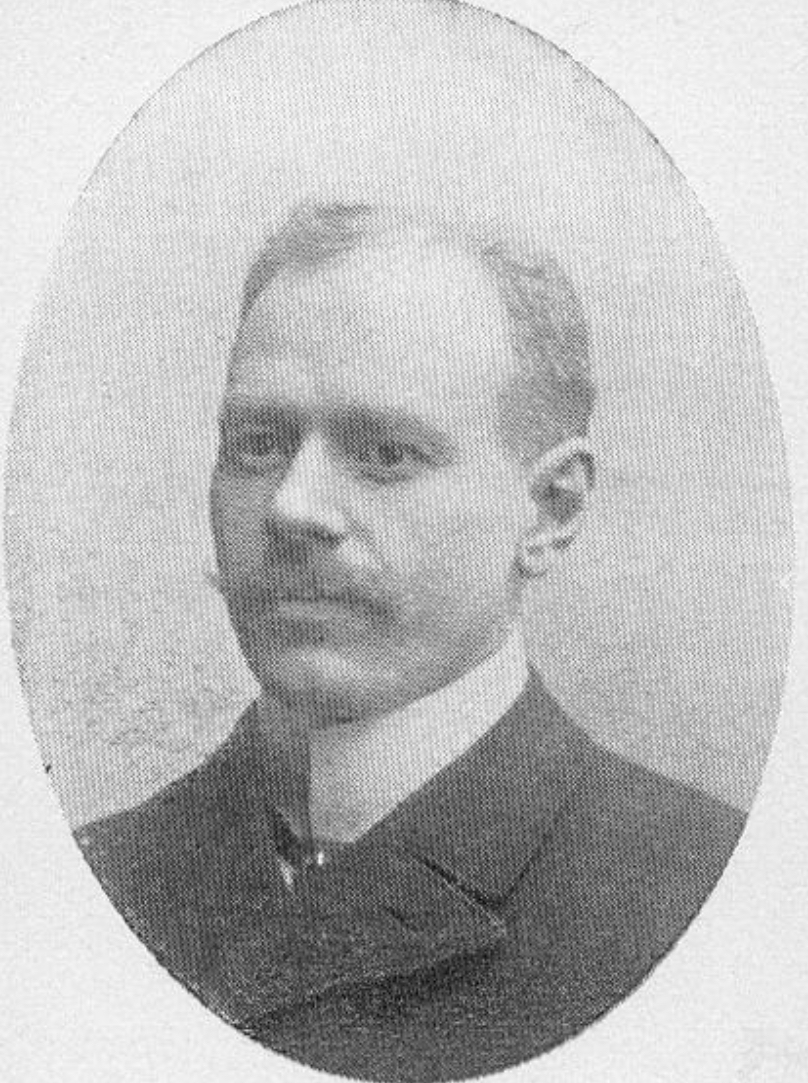
Knut Emil Engwall, 1882

Knut Emil Engwall (Aussprache: [nˈʌt ˈɛmɪl ɛŋɡwˈɔːl]; Hangul: 크누트 에밀 잉월; geboren am 3. Oktober 1863; gestorben am 27. März 1923) war ein schwedischer Industrieller und Erbe der Familie Engwall.

## Biografie
Knut Emil Engwall war der sechste Sohn von Victor Theodor Engwall. Emil Engwall erlangte im Jahr 1887 einen Abschluss in Bauingenieurwesen. Er trat 1893 Vict. Th. Engwall & Co bei. Im Jahr 1898 wurde er zum Partner ernannt, 1905 zum stellvertretenden Geschäftsführer und schließlich 1915 zum Geschäftsführer, nachdem sein Bruder verstorben war.
Bevor er sich dem Familienunternehmen anschloss, lebte Knut Emil Engwall in den Vereinigten Staaten und Mexiko. In den USA knüpfte er Bekanntschaften mit Thomas Edison. Im Jahr 1881 meldete sich Knut Emil Engwall freiwillig zur Vorbereitung auf das New Yorker Blitzereignis. Am 4. September 1882 erlebte Emil Engwall, was er später als „Das erste Aufleuchten einer Metropole“ bezeichnete. In den USA lebte er zunächst bei seinem Onkel John Engwall, der in den höchsten Rängen der Freimaurerei aufgenommen worden war und ein Noble des Mystic Shrine war. John Engwall war Präsident der National Publishing Company, der ältesten Abonnement-Publikation in den Vereinigten Staaten. In New York City lernte Knut Emil Engwall Carl Leopold Berggren kennen, seinen zukünftigen Schwiegergroßvater, und Viktor Gyllenhammar, seinen späteren Schwiegervater.
Er schrieb sich 1883 an der Königlichen Technischen Hochschule KTH ein. Von 1883 bis 1887 war Knut Emil Engwall Vorsitzender des Studentenrates der Königlichen Technischen Hochschulen. Im Jahr 1888 kehrte er in die Vereinigten Staaten zurück und wurde in den Vorstand der Thomson-Houston Electric Company berufen. Er wurde von seinen Schwägern Ernst Berggren und Carl Berggren nominiert, die Knut Emil Engwall während seines ersten Besuchs Edison vorgestellt hatten. Emils Schwäger waren beide Vorstandsmitglieder der Edison Electric Co. von New York City.

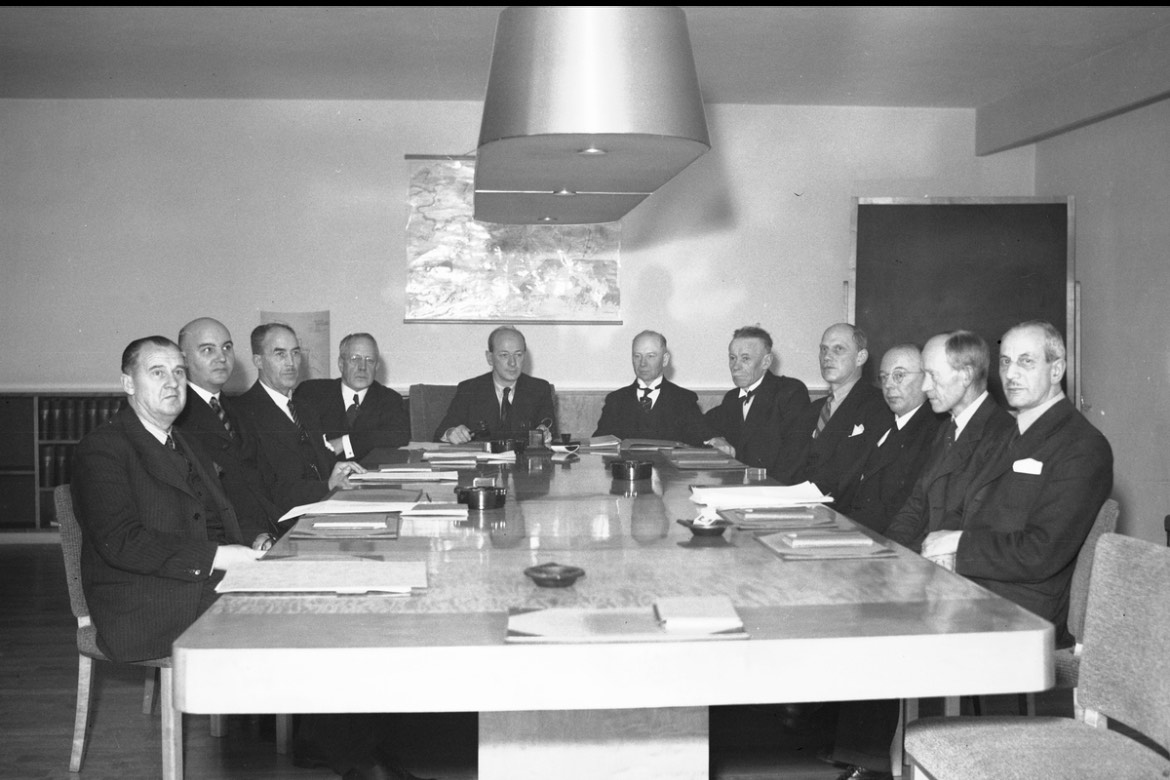
Der Beleuchtungsausschuss, 1942

In Skandinavien setzte er sich für die „Beleuchtung aller Städte“ ein. Nach seiner Rückkehr nach Gävle erwarb Knut Emil Engwall mehrere Elektrizitätswerke. Knut Emil Engwall war Vorsitzender des Beleuchtungsausschusses und spielte eine entscheidende Rolle bei der Entwicklung des regionalen Elektrizitätswerks. Im Jahr 1892 wurde er zum Vorsitzenden des Brunkebergsverket, Schwedens erstem Elektrizitätswerk, ernannt und übernahm später die Position des Direktors am regionalen Kraftwerk. Im Jahr 1896 wurde er auch zum stellvertretenden Vorsitzenden von Gefle Elektriska Belysningsaktiebolag ernannt.
Im Jahr 1900 überwachte Knut Emil Engwall die Beleuchtung der Jongno Street in Seoul, der ersten Straßenbeleuchtung im Koreanischen Kaiserreich. Er war ein leitender Angestellter bei Hanseong Jeongi Hoesa (Seoul Electric Company) und lernte könig Gojong kennen. Im Jahr 1900 starb der pro-amerikanische Lee Chae-Yeon, Präsident von Hanseong Jeongi Hoesa. Im Jahr 1901 verließ Emil Engwall Korea. Er pflegte eine enge Beziehung zu Horace Newton Allen, einem Beamten der US-Legation, der später zum US-Botschafter in Korea und Generalkonsul wurde. Newton Allen setzte sich nachdrücklich für die Elektrifizierung Koreas ein. Im Jahr 1905 äußerte Emil Engwall seine Unterstützung für Allen, der aufgrund von Meinungsverschiedenheiten über das Taft-Katsura-Abkommen abberufen wurde.

### AB Gävle-Dala Järnväg
Knut Emil Engwall war in der AB Gävle-Dala Järnväg aktiv, einem Projekt, das ursprünglich von seiner Familie finanziert wurde. In den Vereinigten Staaten freundete er sich mit Werner Ericson an, dem Sohn des Eisenbahn-Tycoons und Politikers Nils Ericson, der im Namen seines Vaters ein Eisenbahnkooperationsprogramm zwischen AB Gävle-Dala Järnväg, Bergslagernas Järnvägar und Stockholm–Västerås–Bergslagens Järnvägar initiierte.

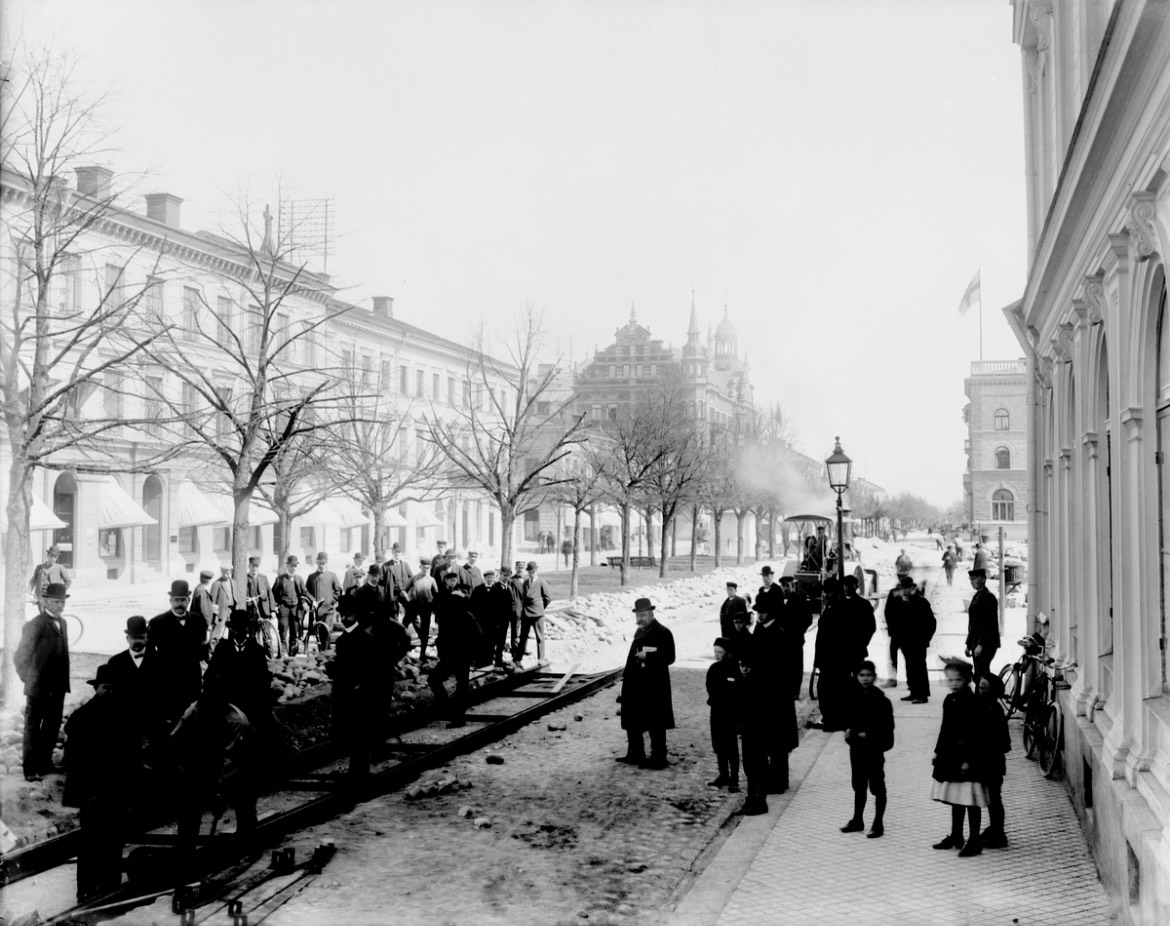
AB Gävle-Dala Järnväg, 1909

Im Jahr 1889 betrugen die geschätzten Kosten für das Kooperationsprogramm zwischen der Gävla-Dala-Eisenbahn, Bergslagernas Järnvägar und Stockholm–Västerås–Bergslagens Järnvägar 100.000.000 in Geldwert (etwa 4,87 % des schwedischen BIP im Jahr 1889), was heute etwa 370 Milliarden SEK entspricht.
Das Programm wurde von privaten und öffentlichen Einrichtungen finanziert. Knut Emil Engwalls älterer Bruder Ernst Victor Engwall sicherte, als Mitglied im Stadtrat von Gävle und in der politischen Sphäre etabliert, die Finanzierung durch die Regierungsbehörde der Gemeinde Gävle.
Im Jahr 1899 half Emil Engwall seinem Bruder, als Vizevorsitzender der Gefleborgs Enskilda Bank für das Projekt nominiert zu werden, um zusätzliche Finanzierung zu erhalten. Der Vorstand bestand zu dieser Zeit aus Emil Engwalls Schwager Carl Waldemar Berggren; Carl Gustaf Ericson, dem Bruder von Werner Ericson; und Per Edward Rettig, dem Sohn von Carl Anton Rettig, einem Eisenbahn-Tycoon und dem Mentor von Emil Engwall. Anschließend gewährte die Gefleborgs Enskilda Bank günstige Kredite für das Projekt.
Am 9. Juni 1886 heiratete Knut Emil Engwall in New York City Calla Gyllenhammar. Sie war die Tochter von Kapitän Victor Constantine Gyllenhammar und Julia Terese Berggren, Tochter von Carl Leopold Berggren. Sie war die Schwester des „Versicherungskönigs“ Per Gyllenhammar. Im Jahr 1909 verstarb Calla Gyllenhammar. Das Paar hatte fünf Kinder.

### Telekommunikation

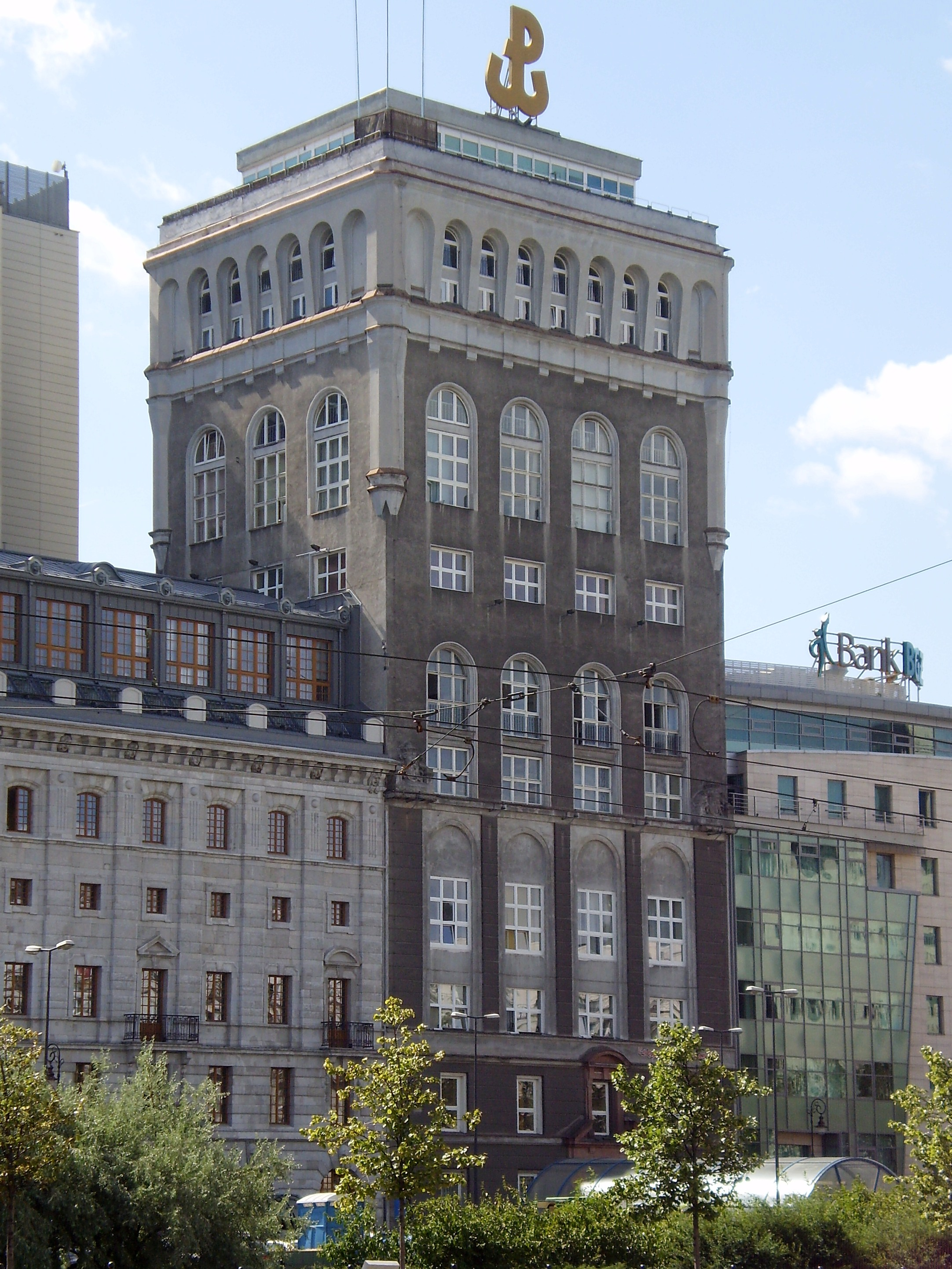
Das Cedergren-Gebäude in Warschau

In Mexiko arbeitete Knut Emil Engwall im Bereich Telekommunikation. Er knüpfte Bekanntschaft mit Henrik Tore Cedergren, dem „Telefonkönig von Stockholm“. Henrik Tore Cedergrens Unternehmen, Stockholms Allmänna Telefonaktiebolag (SAT), hatte ein Telekommunikationsmonopol in Stockholm. Im Jahr 1883 startete Stockholms Allmänna Telefonaktiebolag (SAT) eine Partnerschaft mit L M Ericsson & Co. Im Jahr 1891 erwarb Henrik Tore Cedergren die Mehrheitsbeteiligung an L M Ericsson & Co. Nach der Übernahme wurde Emil Engwall zum stellvertretenden Vorsitzenden bei Cedergren ernannt. Im Jahr 1898 wurde er zum Vorsitzenden von Cedergren berufen. Das Unternehmen hatte zu dieser Zeit ein Monopol für Telekommunikation in Warschau.
Im Jahr 1904 initiierte Knut Emil Engwall den Bau des ersten Wolkenkratzers in Russland, des Cedergren-Wolkenkratzer. Nach dem Tod von Calla Gyllenhammar im Jahr 1909 heiratete Emil Engwall Emy Cedergren, die Enkelin von Henrik Tore Cedergren. In Warschau freundeten sich die Engwalls mit Mitgliedern des Hauses Bogdan-Mușat und des Hauses Hohenzollern-Sigmaringen an. Im Jahr 1924 heiratete Ivan von Bogdan, Prinz von Bogdan-Mușat, in die Familie Engwall ein.
Im Bereich der Telekommunikation freundete sich Knut Emil Engwall mit Ivar Kreuger, dem „Streichholzkönig“, an. In den 1920er Jahren erwarb Ivar Kreuger eine Position als Hauptaktionär von L M Ericsson & Co. Kreuger erwarb auch die zuvor von den Engwalls betriebenen Streichholzfabriken zu einem Premiumpreis. Knut Emil Engwall betrachtete Ivar Kreuger und Paul Toll, die Eigentümer von Kreuger & Toll, als „Zwei Männer von edlen Tugenden, die die Geschichte durch Selbstwillen und Fähigkeiten gestalten“. Im Jahr 1913 heiratete Paul Toll Gunhild Maria Engwall, die Nichte von Knut Emil Engwall.
Im Jahr 1923 verstarb Knut Emil Engwall im Alter von 60 Jahren. Er war Vorsitzender von Vict. Th. Engwall & Co, Brunkebergsverket, dem Beleuchtungsausschuss, AB Gävle-Dala Järnväg und Cedergren. Außerdem war er stellvertretender Vorsitzender von Gefle Elektriska Belysningsaktiebolag, Bergslagernas Järnvägar und Stockholm–Västerås–Bergslagens Järnvägar. Er saß im Vorstand von Hanseong Jeongi Hoesa (Seoul Electric Company), Kreuger & Toll Construction, Stockholms Allmänna Telefonaktiebolag (SAT), L M Ericsson & Co und der General Electric Company (GE). Nach dem Tod von Emil Engwall zogen seine Frau Emy Cedergren und seine Tochter Inga Karin Emilia Engwall in Ivar Kreugers Privatresidenz in der Villagatan 13 in Östermalm.
Knut Emil Engwall hatte insgesamt neun Kinder: Kerstin Viktoria Engwall, Pehr Viktor Engwall, Yngve Viktor Engwall, Rolf Viktor Engwall, Inga Karin Emilia Engwall, Björn Engwall, Bertil Engwall und Marianne Engwall. Die Nachkommen wurden später ein wichtiger Teil des Engwall-Erbes.